# اولی باست
اولی باست (انگلیسی: Ollie Bassett؛ زادهٔ ۶ مارس ۱۹۹۸) بازیکن فوتبال اهل بریتانیا است.
از باشگاه‌هایی که در آن بازی کرده‌است می‌توان به باشگاه فوتبال یئوویل تاون اشاره کرد.
وی همچنین در تیم ملی فوتبال Northern Ireland U19 بازی کرده‌است.